# Bretagne-Schuller/2010
Deze pagina geeft een overzicht van de Bretagne-Schuller wielerploeg in  2010.

## Renners
| Naam                | Geboortedatum | Nationaliteit | Ploeg 2009              |
| ------------------- | ------------- | ------------- | ----------------------- |
| Jean-Marc Bideau    | 08-04-1984    | Frankrijk     |                         |
| Stéphane Bonsergent | 03-09-1977    | Frankrijk     |                         |
| Jean-Luc Delpech    | 27-10-1979    | Frankrijk     |                         |
| Sébastien Duret     | 03-09-1980    | Frankrijk     |                         |
| Eduardo Gonzalo     | 25-08-1983    | Spanje        | Agritubel               |
| Florian Guillou     | 29-12-1982    | Frankrijk     | Roubaix Lille Métropole |
| Mathieu Halleguen   | 11-10-1988    | Frankrijk     | Neo                     |
| Romain Hardy        | 24-08-1988    | Frankrijk     | Neo                     |
| Lilian Jégou        | 20-01-1976    | Frankrijk     |                         |
| Nicolas Jouanno     | 31-10-1987    | Frankrijk     |                         |
| Johan Le Bon        | 03-10-1990    | Frankrijk     |                         |
| Noan Lelarge        | 23-06-1975    | Frankrijk     |                         |
| Gaël Malacarne      | 02-04-1986    | Frankrijk     |                         |
| Laurent Pichon      | 19-07-1986    | Frankrijk     | Neo                     |
| Florian Vachon      | 02-01-1985    | Frankrijk     | Roubaix Lille Métropole |

## Overwinningen
| Ronde van Normandië 6e etappe: Laurent Pichon Ronde van de Finistère Winnaar: Florian Vachon Ronde van Bretagne 7e etappe: Gaël Malacarne | Circuito Montañés 2e etappe: Johan Le Bon 3e etappe: Lilian Jégou 5e etappe: Gaël Malacarne | Route du Sud 1e etappe: Florian Vachon Ronde van de Toekomst 4e etappe: Romain Hardy |

Mannen: 2005 · 2006 · 2007 · 2008 · 2009 · 2010 · 2011 · 2012 · 2013 · 2014 · 2015 · 2016 · 2017 · 2018 · 2019 · 2020 · 2021 · 2022 · 2023 · 2024 · 2025
Vrouwen: 2020 · 2021 · 2022 · 2023 · 2024 · 2025